# Металургійний комбінат у Айн-Сохні
Металургійний комбінат у Айн-Сохні — підприємство чорної металургії Єгипту, яке діє на червономорському узбережжі країни в потужній індустріальній зоні Айн-Сохна.
Розвитком металургійного майданчика в Айн-Сохні опікується компанія Ezz Flat Seel (EFS), що належить до групи Ezz Steel (також володіє металургійним комбінатом у Александрії та двома сталепрокатними заводами).
Первісно в Айн-Сохні займались лише виробництвом плаского прокату (гарячекатана котушка), яке почалось в 2003 році з річною потужністю в 1,2 млн тонн. Втім, уже наприкінці того ж десятиліття стартувало будівництво комбінату з повним циклом на основі процесу прямого відновлення заліза. У межах проєкту ввели в дію:
- у 2010-му — сталеливарне виробництво з електродуговою піччю ємністю 185 тонн, агрегатом піч-ківш та шестиструмковою машиною безперервного виливу заготовки потужністю 1,3 млн тонн на рік;
- у 2011-му — два пруткові стани сукупною річною продуктивністю 1,1 млн тонн арматури;
- у 2016-му — установку прямого відновлення заліза потужністю 1,9 млн тонн на рік.
Комбінат імпортує залізорудну сировину (окотки та кускову руду) через розташований лише за кілька кілометрів порт Айн-Сохна, що здатний приймати судна дедвейтом 150 тис. тонн.
Також комбінату потрібні великі обсяги природного газу (особливо для процесу прямого відновлення), який може надходити до Айн-Сохни по газотранспортному коридору Порт-Саїд — Аль-Сохна та системі Рас-Шукейр — Аль-Сохна.